# Namn och Bygd
Namn och bygd er et svensk tidsskrift for nordisk stednavneforskning. Det oprettedes i 1913 af Jöran Sahlgren, og med deltagelse af fem forskere fra Sverige, Danmark, Finland og Norge.